# Omar Mendoza
Mendoza  Cardona est un nom espagnol. Le premier nom de famille, en général paternel, est Mendoza ; le second, en général maternel, souvent omis, est Cardona.
Omar Alberto Mendoza Cardona, né à Lejanías (département du Meta) le 13 mai 1989, est un coureur cycliste colombien, membre de la formation Colombia Pacto par el Deporte-GW Bicicletas.

## Palmarès sur route

### Par années
- 2014
  - 2e du championnat de Colombie du contre-la-montre
- 2015
  - Clásico RCN :
    - Classement général
    - 2e étape
- 2017
  - 2e étape du Tour de Cova da Beira
  - 2e de la Clássica da Primavera
- 2018
  -  Médaillé d'argent de la course en ligne aux Jeux sud-américains
- 2019
  - 6e étape du Tour de Colombie
- 2023
  - 3e de la Clásica de Fusagasugá

### Classements mondiaux
| Année                                 | 2014 | 2015 | 2016  | 2017  | 2018  | 2019  | 2020  | 2021  | 2022  | 2023  |
| ------------------------------------- | ---- | ---- | ----- | ----- | ----- | ----- | ----- | ----- | ----- | ----- |
| Classement mondial                    |      |      | 1870e | 1780e | 1358e | 2311e | 1495e | 1819e | 2288e | 2735e |
| UCI Europe Tour                       | nc   | nc   | nc    | 1141e | 1877e |       |       |       |       |       |
| UCI America Tour                      | 457e | nc   | 309e  | 482e  | 139e  | 363e  | 136e  | 300e  | 370e  | nc    |
|                                       |      |      |       |       |       |       |       |       |       |       |
| Légende : nc = non classéSource : UCI |      |      |       |       |       |       |       |       |       |       |

## Palmarès sur piste

### Championnats de Colombie
- Cali 2012
  -  Médaillé d'argent de la poursuite par équipes des XIX Juegos Deportivos Nacionales (avec Cristian Gutiérrez, Duván Arévalo et Antonio Alarcón)[1].
- Cali 2015
  -  Médaillé de bronze de la poursuite par équipes (avec Fernando Orjuela, Antonio Alarcón et Duván Arévalo)[2].